# Josh Vela
Joshua "Josh" James Vela (Salford, 14 december 1993) is een Engels voetballer die doorgaans speelt als middenvelder. In juli 2025 verliet hij Carlisle United.

## Clubcarrière
Vela speelde vanaf zijn negende levensjaar bij Bolton Wanderers in de jeugdopleiding. In maart 2011 tekende de middenvelder zijn eerste professionele contract bij Bolton. Vela debuteerde op 21 april 2012, toen met 1–1 gelijkgespeeld werd tegen Swansea City. In maart 2014 werd hij voor één maand verhuurd aan Notts County, waarvoor hij zeven duels speelde. Na zijn terugkeer bij Bolton Wanderers werd Vela een vaste keuze en in het seizoen 2014/15 kwam hij in negenentwintig wedstrijden in actie, waarvan vijfentwintig als basisspeler. Op 15 december 2015 tekende de middenvelder voor zijn eerste doelpunt, toen met 2–2 gelijkgespeeld werd op bezoek bij Charlton Athletic. In september 2016 verlengde Vela zijn verbintenis tot medio 2019. Na het aflopen van zijn verbintenis medio 2019 tekende Vela voor drie seizoenen bij Hibernian. Een half seizoen later keerde hij terug naar Engeland, waar hij voor Shrewsbury Town ging spelen. Medio 2022 verkaste Vela transfervrij naar Fleetwood Town. Hij ging in januari 2024 voor Carlisle United spelen.

## Clubstatistieken
| Seizoen | Club             | Competitie     | Competitie | Competitie | Beker | Beker | Internationaal | Internationaal | Totaal | Totaal |
| Seizoen | Club             | Competitie     | Wed.       | Dlp.       | Wed.  | Dlp.  | Wed.           | Dlp.           | Wed.   | Dlp.   |
| ------- | ---------------- | -------------- | ---------- | ---------- | ----- | ----- | -------------- | -------------- | ------ | ------ |
| 2011/12 | Bolton Wanderers | Premier League | 3          | 0          | 0     | 0     | —              | —              | 3      | 0      |
| 2012/13 | Bolton Wanderers | Championship   | 4          | 0          | 3     | 0     | —              | —              | 7      | 0      |
| 2013/14 | Bolton Wanderers | Championship   | 0          | 0          | 2     | 0     | —              | —              | 2      | 0      |
| 2013/14 | → Notts County   | League One     | 7          | 0          | 0     | 0     | —              | —              | 7      | 0      |
| 2014/15 | Bolton Wanderers | Championship   | 29         | 0          | 3     | 0     | —              | —              | 32     | 0      |
| 2015/16 | Bolton Wanderers | Championship   | 31         | 2          | 4     | 0     | —              | —              | 45     | 2      |
| 2016/17 | Bolton Wanderers | League One     | 46         | 9          | 7     | 1     | —              | —              | 53     | 10     |
| 2017/18 | Bolton Wanderers | Championship   | 30         | 1          | 1     | 0     | —              | —              | 31     | 1      |
| 2018/19 | Bolton Wanderers | Championship   | 17         | 0          | 2     | 0     | —              | —              | 19     | 0      |
| 2019/20 | Hibernian        | Premiership    | 10         | 0          | 5     | 1     | —              | —              | 15     | 1      |
| 2019/20 | Shrewsbury Town  | League One     | 4          | 0          | 0     | 0     | —              | —              | 4      | 0      |
| 2020/21 | Shrewsbury Town  | League One     | 44         | 3          | 5     | 0     | —              | —              | 49     | 3      |
| 2021/22 | Shrewsbury Town  | League One     | 36         | 2          | 5     | 0     | —              | —              | 41     | 2      |
| 2022/23 | Fleetwood Town   | League One     | 44         | 1          | 9     | 0     | —              | —              | 53     | 1      |
| 2023/24 | Fleetwood Town   | League One     | 23         | 1          | 5     | 0     | —              | —              | 28     | 1      |
| 2023/24 | Carlisle United  | League One     | 7          | 2          | 0     | 0     | —              | —              | 7      | 2      |
| 2024/25 | Carlisle United  | League Two     | 28         | 0          | 2     | 0     | —              | —              | 30     | 0      |
| Totaal  | Totaal           | Totaal         | 363        | 21         | 53    | 2     | 0              | 0              | 416    | 23     |

Bijgewerkt op 9 juli 2025.